# At (Windows)
Pour les articles homonymes, voir AT.

at est une commande informatique permettant de planifier une tâche sur un système Microsoft Windows.
Elle permet de la lancer une fois, ou de façon répétée (tâche cyclique). La commande n'est disponible qu'en profil administrateur, et uniquement si le service  "Task Scheduler" est actif.
Les systèmes Unix disposent aussi d'une commande at (Unix), mais la commande windows a un fonctionnement plus similaire à celui de la commande cron.

## Syntaxe
Création d'une tâche planifiée:

C:\at [\\ordinateur] heure [/INTERACTIVE] [/EVERY:date...] [/NEXT:date...] commande

Liste des tâches existantes:

C:\at [\\ordinateur]

Suppression d'une tâche planifiée:

C:\at [\\ordinateur] [id] /DELETE [/YES]

## Exemple
Lancement du script test.bat à 14H45:

C:\at 14:45 c:\test.bat 

Lancement du script de sauvegarde tous les dimanches à 20H:

C:\at 20:00 /every:Su sauvegarde.bat

Liste des tâches cycliques planifiées:

C:\at

Arrêt de la tâche cyclique n°19:

C:\at 19 /delete